# Roy Steur
Roy Johannes Maria Steur (Volendam, 1 februari 2005) is een Nederlands voetballer die als doelman speelt. Hij verruilde PSV in juli 2025 voor FC Volendam.

## Carrière
Steur speelde in de jeugd van RKAV Volendam, AFC Ajax en Bayer 04 Leverkusen. In de winterstop van het seizoen 2022/23 kocht PSV hem voor een bedrag van € 100.000 van Bayer. Hier tekende hij een contract tot medio 2025. Hij debuteerde in het betaald voetbal voor Jong PSV op 17 april 2023, in een met 5-4 verloren uitwedstrijd tegen Jong Ajax.

### Clubstatistieken
| Seizoen                       | Club           | Land           | Competitie     | Competitie | Competitie | Beker | Beker | Totaal | Totaal |
| Seizoen                       | Club           | Land           | Competitie     | Wed.       | Dlp.       | Wed.  | Dlp.  | Wed.   | Dlp.   |
| ----------------------------- | -------------- | -------------- | -------------- | ---------- | ---------- | ----- | ----- | ------ | ------ |
| 2022/23                       | Jong PSV       | Nederland      | Eerste divisie | 2          | 0          | –     | –     | 2      | 0      |
| Carrièretotaal                | Carrièretotaal | Carrièretotaal | Carrièretotaal | 2          | 0          | 0     | 0     | 2      | 0      |
| Bijgewerkt op 5 augustus 2023 |                |                |                |            |            |       |       |        |        |

## Trivia
Steur is broer van voetballer Sean Steur.